# Christ ist erstanden

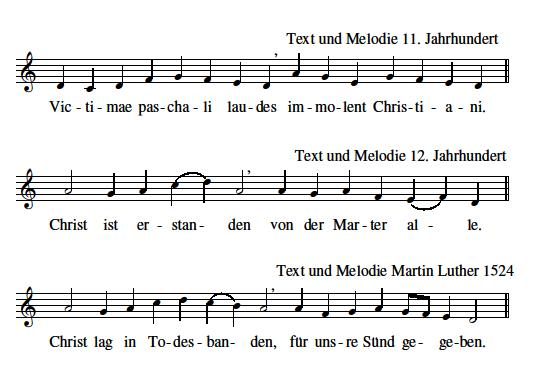
Początek linii meolodycznej Victimae Paschali Laudes, Christ ist erstanden i Christ lag in Todes Banden

Christ ist erstanden (Chrystus zmartwychwstał) – staroniemiecka pieśń wielkanocna, przypuszcza się, że jest najstarszą pieśnią liturgiczną spisaną w języku niemieckim, która powstała prawdopodobnie w południowoniemieckim bądź austriackim kręgu kulturowym około roku 1100 jako odpowiedź na lokalne uroczystości Podwyższenia Krzyża. W roku 1160 pieśń weszła na stałe do kanonu porządku liturgicznego arcybiskupstwa Salzburga, wzmiankowana w Codex MII6 Universitätsbibliothek Salzburg.
Melodia pieśni opiera się na starszym tropie wielkanocnym do łacińskiej sekwencji Victimae Paschali Laudes autorstwa cesarskiego prezbitera i kapelana dworskiego Wipona z Burgundu. Oba utwory są zbudowane w podobnej strukturze interwałowej minorowej skali doryckiej. Począwszy od XIII wieku pieśń szybko rozprzestrzenia się. W XV wieku dodane zostają druga i trzecia strofa.
Chorał zakonny Najświętszej Maryi Panny uznał pieśń za hymn zwycięstwa zakonu krzyżackiego i towarzyszył rycerzom w bitwie pod Grunwaldem w 1410.
W roku 1529 Marcin Luter zamieścił pieśń w nowym wydaniu Śpiewnika Wittenbergskiego z adnotacją do utworu: „Wszystkie piosenki z czasem nudzą się, ale że Chrystus zmartwychwstał musi być śpiewana przez cały rok”. Każdą strofę pieśni kończy formuła Kyrie eleison.
Tekst i melodia pieśni znalazła liczne naśladownictwa znane w historii muzyki, wykorzystywana od renesansu w utworach przez Jana Sebastiana Bacha, Ferenca Liszta, Carla Orffa oraz Johanna Nepomuka Davida.
Utwór uważany jest za uosobienie muzycznego motywu nawiązującego bezpośrednio do Wielkanocy.

## Tekst
Osterlied „Chryst ist erstanden”

Christ ist erstanden

Von der Marter alle;

Des solln wir alle froh sein,

Christ will unser Trost sein.

Kyrieleis.

Wär er nicht erstanden,

So wär die Welt vergangen;

Seit dass er erstanden ist,

So freut sich alles, was da ist.

Kyrieleis.

Halleluja,

Halleluja,

Halleluja!

Des solln wir alle froh sein,

Christ will unser Trost sein.

Kyrieleis.

W Polsce adaptacją utworu jest powstała jeszcze w okresie średniowiecza pieśń wielkanocna Krystus z martwych wstał je odnotowana w 1365 przez Świętosława z Wilkowa i mająca wspólną melodię z „Christ ist erstanden”. Tytuł z roku 1653 drukowany w Nysie wymienia pieśni polskie na pierwszym miejscu Finito Responsorio populus canta: Chrystus zmartwychwstał jest etc vel Germanice Christ ist erstanden etc.
Jedna z wersji utworu zachowała się w zepsutym języku niemieckim zapisanym w 1827 przez Michała Wiszniewskiego w Historii literatury polskiej. Jest to jeden z najstarszych zabytków języka niemieckiego, który przetrwał do połowy wieku XIX na obszarze średniowiecznego osadnictwa tzw. Głuchoniemców, spisany w okolicach Łańcuta i Markowej.

Pieśń Wielkanocna – Osterlied „Chrysta ist aderstanda”

Chrysta ist adesztanda

Fi dar Moter a tys (Von der Marterall)

Was solla mira (wir) ny froh seyn

Christa soll endar (unser) Getrost seyn

Kirye eleyson.

Wie an Necht ist adesztanda

Aso ist die Wadel ziehgana

Der sind aso adesztanda ist

Ływa mir dan Vater Jesu Christ

(Loben wier)

Kirye eleyson.

Gimasz Ces gingen drey heilige Fraua

Smogesz a dan Thaua

(des Morgens)

Gesuchta das dan Vater Jesu Christ

Da die vedam Tod afesztanda ist

Kirye eleyson

Ender unsern liebsta Maria trauma ma in einem Traum

Sie sachs auf ihrem Harzelein wüchst am einer Boum

Da die schanta triets a Gottes Christa Naynd,

Maria di dier wachet, di trugst an jenes Land,

Kirye eleyson